# Hrabstwo Choctaw (Alabama)

Piramida wieku hrabstwa

Choctaw to hrabstwo w stanie Alabama w USA. Populacja liczy 15 922 mieszkańców (stan według spisu z 2000 roku).
Powierzchnia hrabstwa to 2385 km². Gęstość zaludnienia wynosi 7 osób/km².

## Miasta i miasteczka
- Butler
- Gilbertown
- Lisman
- Needham
- Pennington
- Silas
- Toxey